# Svenne tills du dör
Svenne tills du dör är det åttonde studioalbumet av den svenske trubaduren Lars Demian, utgivet den 24 oktober 2012 på egna bolaget Erototon. Albumet är producerat av Demian själv tillsammans med hans mångårige följeslagare på scen, David Tallroth. På Sverigetopplistan gick skivan in på plats 15 den 2 november 2012.
I en pressmeddelande för albumet säger Demian att med tanke på hans dåliga ekonomi kanske det här blir hans sista album. Produktionen finansierades genom ett nystartat projekt, där Demians fans har stått för kostnaderna och blivit medproducenter för albumet. Vidare gör även systrarna Kempff från popgruppen Chattanooga ett gästframträdande.

## Mottagande
Enligt Dennis Andersson på Barometern är Svenne tills du dör "årets bästa platta hittills", och han gav i sin recension komplimanger om den geniala satiren där inga ämnen var tabu. Jan Andersson på Göteborgs-Posten skrev "Svenne tills du dör är i mångt och mycket en rak förlängning av debutplattan Pank. Varken mer eller mindre. Någon slags utveckling hade varit rolig, nej nödvändig." och betygsatte albumet 2/5.

## Låtlista
1. "Svenne tills du dör" – 2:58
2. "Världen utanför" – 4:04
3. "Guldkant på ditt liv" – 3:07
4. "Nation i krig" – 3:39
5. "Drottningens hemlige älskare" – 3:49
6. "På bordell" – 3:01
7. "Synd" – 2:22
8. "Propaganda" – 4:38
9. "Balladen om Bin Ladin" – 2:17

## Listplaceringar
| Lista (2012)        | Högsta placering |
| ------------------- | ---------------- |
| Svenska albumlistan | 15               |

## Medverkande
- Chattanooga – kör
- Lars Demian – framförare, producent
- Magnus Stinnerbom – fiol
- David Tallroth – gitarrer, mandolin, trummor, bastuba, eufonium, trumpet, munspel, medproducent

Källa